# سچنکه
سچنکه (به مجاری:  Szécsénke) یک منطقهٔ مسکونی در مجارستان است که در نوگراد واقع شده‌است. سچنکه ۹٫۷۸ کیلومتر مربع مساحت و ۱۹۵ نفر جمعیت دارد و ۲۲۵ متر بالاتر از سطح دریا واقع شده‌است.